# Ľubomír Vyskoč
Ľubomír Vyskoč (* 15. srpna 1943) je bývalý slovenský fotbalový brankář.

## Fotbalová kariéra
V československé lize hrál za Spartak Trnava. Nastoupil v 1 ligovém utkání (3.9.1967), v němž udržel čisté konto. V Trnavě byl brankářskou dvojkou. Se Spartakem Trnava dobyl titul Mistra Československa (1968) a vítězství v Československém poháru (1967).

## Ligová bilance
| Ročník                                   | Zápasy | Góly | Minuty | Nuly | Klub           |
| ---------------------------------------- | ------ | ---- | ------ | ---- | -------------- |
| 1. československá fotbalová liga 1967/68 | 1      | 0    | 90     | 1    | Spartak Trnava |
| CELKEM                                   | 1      | 0    | 90     | 1    |                |